# かんべむさし
かんべ むさし（1948年〈昭和23年〉1月16日 - ）は、日本の小説家、SF作家、エッセイスト。本名は阪上順（さかがみ じゅん）。日本の「SF作家第二世代」を代表する作家の一人。

## 略歴
興亜火災海上保険に勤務した父親の赴任先石川県金沢市生まれ。小学校入学と同時に新潟県新潟市に転居、小学校5年の時、大阪府豊中市へ転居した。父親の本籍地が兵庫県西宮市。かつてはプロフィールには石川県生まれ、金沢生まれと記していたが、現在は兵庫県出身で統一。本人としてはむしろ新潟育ちの意識があり、記憶が薄いにもかかわらず一種のインパクトをともなってしまう古都の名称を避けてこうした記述になった。
大阪府立桜塚高等学校卒業。大学入試では、第1志望の大阪市立大学に落ちて同志社大学法学部と関西学院大学社会学部に合格、関学に入り卒業。大学時代から広告マンにあこがれており、広告代理店に入社。途中で別の代理店に転職しており、2つの会社でそれぞれ嫌い抜いていた上司は、その後くりかえし作品に登場する二大キャラクターのモデルとなっている。
2社目に勤務中の1974年（昭和49年）に、『決戦・日本シリーズ』を『SFマガジン』のSF三大コンテスト小説部門（のちのハヤカワ・SFコンテスト）に応募。選外佳作に選ばれ、同誌に掲載されたことより、作家へと歩み始める。かんべは、SF的発想は持っていたが、SFについての知識があまりなかったので、勉強のために筒井康隆主催のSF同人誌『ネオ・ヌル』に参加。その後、1年ほど会社勤めの傍ら執筆を続けたが、1975年末より作家専業となる。
1977年、“近未来、アジア諸国と対立した末に海上封鎖を受け、再び戦争への道を歩み出した日本”を描いた『サイコロ特攻隊』で第8回星雲賞受賞。1986年、登場人物たちが、笑いについての分析に終始する、異色長編『笑い宇宙の旅芸人』で第7回日本SF大賞受賞した。

## 人物
広告代理店に入社して、作家となり、そして作家としても新たな道を探る過程は、自伝的作品『第二次脱出計画』に描かれている。また、かんべは、作品の発想作法として、広告代理店時代に身につけた方法が、おおいに役立っているとも、書いている。
同じ関西在住の先輩作家の小松左京や筒井康隆から目をかけられ、小松から米朝一門に、筒井から山下洋輔トリオに紹介され、それぞれ交流が始まった。また、関西出身の同世代のSF作家だが、科学をテーマとしたハードSFを主力とするなど方向性が全く異なる堀晃との交友も知られ、いくつかの共著もある。
上方噺家との交友も深く、長編『泡噺とことん笑都』に出てくる「桂朝之助」は2代目桂歌之助がモデルである。
『課長の厄年』は、TBSにて『課長サンの厄年』というタイトルでドラマ化されたが、ドラマは原作のモチーフを借りただけであり、内容はまったく異なるものであった（原作は、「厄年の危機」に対処する方法を、主人公が自身での内面で、延々とブレインストーミングするという、異色の内容であった。ドラマは普通のサラリーマン物ドラマである）。
また、短編『車掌の本分』は、中学生向け国語の教科書に収録されていた。
次女、三女は双子であり、夫人とともに体験したその子育ての過程を「婦人公論」に連載し、『フタゴサウルスの襲来』として刊行している。
2005年（平成17年）4月より2008年6月まで、『むさし・ふみ子の朝はミラクル!』（ラジオ大阪・平日6:15 - 8:52）メーンパーソナリティーを務めていた。
2006年9月20日、日経関西版サイトのコラムにておたくを「顔や人相が異様」と批判し、ネットで物議をかもした。
かつて「クイズの甲子園」というネタを思いついたが、あまりにもくだらないのでボツにした。すると後日、日本テレビ系にて『全国高等学校クイズ選手権』（高校生クイズ）が放送され、それに驚いた旨をエッセイに書いていた。
日本SF作家クラブ会員だったが、2013年、他のベテラン作家らとともに、名誉会員となる。

## 作風
初期は、独自の言語感覚で奇想と笑いにあふれる短編を連発した。『遠からず、「本家ドタバタSF」の看板は奪われてしまうに違いない。』とは、筒井康隆編のアンソロジー『'75日本SFベスト集成』に収録された短篇版「サイコロ特攻隊」に筒井が付けた解説の中の一言である。
その後、幻想的な未来小説、世代論的なテーマなどに作風を広げ、近年は、日常に即した設定の中に、軽妙な笑いと辛辣な風刺を込めたサラリーマン小説が多い。
活動初期1982年時点で既に、「擬似イベント物」のサラリーマン小説の傑作、『38万人の仰天』を書いており、結末の解釈が読者に任されているものの基本的には日常に即した内容である。かんべが初期に書いたいくつかの擬似イベント物と、筒井の『48億の妄想』などとの類似点と相違点を検討すると、かんべ作品にはサラリーマンの生き方が詳細に描かれていることが挙げられる。
長編、『黙せし君よ』は、全共闘世代としてのかんべの、同世代の鎮魂歌的な異色作である。
『理屈は理屈 神は神』で金光教への入信をカミングアウトしたが、布教臭は皆無で、信者でありながら第三者的視点をまったく失わないという異例の書である。ホームページなどでも関連したコーナーを設けながらも「片足をこちら側に残した身としては」などの記述があり、同教団の性格も関係しているとは思われるが、他の新・新宗教入信作家とはかなり傾向を異にしている。

## 作品リスト

### 長編（連作短編集を含む）
- サイコロ特攻隊 早川書房、1976　のち文庫
- 俺はロンメルだ　いんなあとりっぷ社（霊友会）、1976　のち講談社文庫
- 笑撃空母アルバトロス 角川書店、1978/4
- 居候浮始末（いそうろううかれのしまつ）角川書店、1978/8
- 公共考査機構 徳間書店、1979/7　のち文庫
- 38万人の仰天 朝日新聞社、1982/11　のち中公文庫
- すっとび晶子の大跳躍 中央公論社、1983/10　のち文庫
- 大江戸馬鹿草子 講談社、1986/1
- 孤冬黙示録 中央公論社、1986/5
- 笑い宇宙の旅芸人 徳間書店、1986/9　のち文庫
- 同姓同名逆人生 光文社文庫、1987/6
- 太平放送24時 集英社、1988/4
- 第二次脱出計画 徳間書店、1988/8　のち文庫
- 日の本一の果報者 父親達の物語  双葉社、1989/5
- ざぶとん太郎空をゆく！ ペップ出版、1989/11
- トラウム映画公社　白水社（物語の王国）1989/11
- 黙せし君よ 双葉社、1990/10　のち文庫
- 片隅の決着 双葉社、1991/10
- 課長の厄年 光文社文庫、1992/6
- 東京B・B計画 足で描いたレポート・コメディ 双葉ノベルス、1993/1
- 虹の架け橋3時のおやつ 光文社文庫、1993/7
- 就職ゴリラ塾 光文社文庫、1994/10
- 急がば渦巻き 徳間書店、1995/8
- 泡噺とことん笑都　岩波書店、1998/6
- ナルナルかぼちゃを守れ！―みかたシスターズの大冒険　国土社、1998/11
- 人事部長極秘ファイル 光文社文庫、1999/8
- 奮戦！リストラ三銃士 徳間文庫、2000/2
- 重役追放　人事部長極秘ファイル2 光文社文庫、2000/7
- こちらFM遊々です！ 光文社文庫、2001/12
- 笑撃☆ポトラッチ大戦 講談社青い鳥文庫、2003/10
- 強烈☆イジョーシキ大笑乱  講談社青い鳥文庫、2004/11
- ミラクル三年、柿八年 小学館文庫、2010/1

### 短編集
- 決戦・日本シリーズ 早川文庫　1976/6
- ポトラッチ戦史 講談社、1977/4　のち文庫
- 建売住宅温泉峡 文藝春秋、1977/11　のち文庫
- 宇宙の坊っちゃん 徳間書店、1978/12　のち文庫
- 社長室直属遊撃課 講談社、1979/4　のち文庫
- スパイの内幕 実業之友社、1979/6　のち徳間文庫
- 言語破壊官 朝日新聞社、1980/6
- 集中講義 文藝春秋、1980/10
- 原魚ヨネチ 講談社、1981/5　のち文庫
- ベルゴンゾリ旋盤　徳間書店、1981/1　「メイド・イン…」文庫
- かんちがい閉口坊 文藝春秋、1982/10　のち文庫
- お爺さんの宇宙 講談社、1983/09
- 妄想特急 中央公論社、1988/10
- 遠い街・恋の街　大陸書房、1990/11
- トロッコ ふしぎ文学館 出版芸術社、1994/12 - 短編から、シュールな設定を集め再構成
- ひとりおきの犯人 光文社文庫、1996/8
- 百の眼が輝く 光文社文庫、1997/11

### ショートショート集
- 水素製造法 徳間書店、1978/6 のち文庫
- 巡回洗脳班 中公文庫、1985/6
- 環状0号線―むさしのミラクル・ワールド 新潮文庫、1986/10
- 遊覧飛行 徳間書店、1990/7

### エッセイ・その他
- むさし走査線 奇想天外社、1979/3　のち徳間文庫
- むさしキャンパス記　角川書店、1979/11　のち徳間文庫、のち「上ヶ原 爆笑大学―新版むさしキャンパス記」 ヒューマガジン
- むさし片眼鏡 講談社、1981/11
- ひらめきの技術―20奇譚による発想教室 光文社カッパ・ブックス、1984/7
- むさし日曜笑図鑑 新潮文庫、1985/10
- フタゴサウルスの襲来 中央公論社、1995/4
- 理屈は理屈 神は神 講談社、2005/4

### 堀晃と共著
- SF街道二人旅 徳間書店、1981/8　のち文庫
- 時空いちびり百景 毎日新聞社、1989/6

### 小松左京と編著
- さようなら、ロビンソン・クルーソー(海外SF傑作選1) 集英社文庫、1978/11
- 気球に乗った異端者(海外SF傑作選2) 集英社文庫、1979/10

### アンソロジー収録作
「」内がかんべむさしの作品
- 異形コレクション 侵略! 廣済堂文庫、1998/2　「地獄の始まり」
- 人工知能の見る夢は AIショートショート集 文春文庫、2017/5　「202X年のテスト」

## ラジオ出演
- 阪神サタデーインクローバー（ラジオ大阪）
- おしゃべりトリップ（毎日放送）
- むさし・ふみ子の朝はミラクル!（ラジオ大阪、2005年～2008年）
- 別冊 ミラクル!（ラジオ大阪、2005年）